# Alcalá de Ebro
Alcalá de Ebro (Alcalá d'Ebro em aragonês) é um município da Espanha na província de Saragoça, comunidade autónoma de Aragão. Tem 9,9 km² de área e em 2021 tinha 245 habitantes (densidade: 24,7 hab./km²).

## Demografia
| Variação demográfica do município entre 1991 e 2004 | Variação demográfica do município entre 1991 e 2004 | Variação demográfica do município entre 1991 e 2004 | Variação demográfica do município entre 1991 e 2004 |
| --------------------------------------------------- | --------------------------------------------------- | --------------------------------------------------- | --------------------------------------------------- |
| 1991                                                | 1996                                                | 2001                                                | 2004                                                |
| 348                                                 | 312                                                 | 295                                                 | 279                                                 |